# Endiandra introrsa
Endiandra introrsa är en lagerväxtart som beskrevs av Cyril Tenison White. Endiandra introrsa ingår i släktet Endiandra och familjen lagerväxter. Inga underarter finns listade i Catalogue of Life.